# Joseph-Antoine Cervini
Joseph-Antoine Cervini (1778-¿?) fue un escritor francés.

## Biografía
Fue autor del libro titulado Voyage Pittoresque dans les Pyrénées Françaises et les Départements Adjacents, en el que se documenta el viaje de Antoine Ignace Melling, que fue enviado por el Gobierno francés a conseguir información de los Pirineos y a demostrar que podían competir en belleza con los Alpes. El libro incluye 72 grabados al aguatinta en color sepia.